# Izhar Cohen
Izhar Cohen (héber nyelven: יזהר כהן; Giv'atayim, Izrael, 1951. március 13. –) izraeli énekes, színész.

## Pályafutása
Művészcsaládból származik, fiatal korától fogva foglalkozott zenével, színészettel. A Nachal nevű zenekar tagja volt, illetve a haifai színházban színészkedett. 1978-ban az Alphabeta együttessel képviselte Izraelt a párizsi Eurovíziós Dalfesztiválon és A-Ba-Ni-Bi című dalukkal az első helyen végeztek, az ország első győzelmét aratva ezzel. Az 1985-ös Eurovíziós Dalfesztiválon ismét képviselte hazáját, akkor Olé Olé című dalával az ötödik helyen végzett. Később még többször is részt vett a Kdamon (Izrael nemzeti döntője), de nyernie már nem sikerült.

## Diszkográfia
- 2006: Nachum Heiman - 70th Anniversary
- 2006: Songs Of Our Beloved Land
- 2000: Greatest Hits - Part 1
- 2000: Israeli Legend
- 1993: Touching The Water Touching The Wind
- 1986: Crossroad
- 1985: Like Crazy Bird

## Külső hivatkozások
- Izhar Cohen az Internet Movie Database oldalain